# Cyneðryð

Cyneðryð (eng. Cynethryth) je bila kraljica Mercije kao supruga kralja Offe.
O njezinu se podrijetlu ne zna ništa. Zvana je Cyneðryð Dei gratia regina Merciorum - "Cyneðryð, milošću Božjom kraljica Mercije". Papa Hadrijan I. pisao je kraljici i njezinu mužu.
Cyneðryð je imala četiri kćeri i jednog sina:
- Aedelburh - postala je redovnica
- Eadburh - postala je kraljica, poslije redovnica, a umrla je kao prosjakinja
- Aelfflaed - supruga Aedelreda I.
- Aedelswith
- Ecgfrid - Offin nasljednik

Cyneðryð je postala redovnica nakon Offine smrti. Umrla je nakon 798.